# Pyrgocorypha formosana
Pyrgocorypha formosana är en insektsart som beskrevs av Matsumura, S. och Tokuichi Shiraki 1908. Pyrgocorypha formosana ingår i släktet Pyrgocorypha och familjen vårtbitare. Inga underarter finns listade i Catalogue of Life.